# Acetes paraguayensis
Acetes paraguayensis är en kräftdjursart som beskrevs av Hansen 1919. Acetes paraguayensis ingår i släktet Acetes och familjen Sergestidae. Inga underarter finns listade i Catalogue of Life.